# Calliostoma opalinum
Calliostoma opalinum là một loài ốc biển, là động vật thân mềm chân bụng sống ở biển thuộc họ Calliostomatidae.